# Star Wars: Era da Rebelião
Guerra nas Estrelas: Era da Rebelião (do inglês: Star Wars: Age of Rebellion) é o título de uma série periódica de história em quadrinhos rápidas do tipo one-shot, derivadas da saga principal do tipo spin-off (pertencente ao universo expandido), com foco nos personagens da trilogia original, com eventos entre os episódios IV-VI. A série será publicada pela Marvel Comics, com roteiros de Greg Pak.
A trilogia origial de Star Wars é formada por seguintes filmes: Star Wars: Episódio IV - Uma Nova Esperança (1977), Star Wars: Episódio V - O Império Contra-Ataca (1980), Star Wars: Episode VI - Return of the Jedi (1983).
A empresa Lucasfilm anunciou no evento San Diego Comic-Con a parceria com a Marvel Comics e a série contendo 30 edições com três títulos diferentes, cada um explorando uma era diferente da saga.

## Personagens
As edições desta série serão baseadas nos seguintes personagens:
- Boba Fett
- Darth Vader
- Grand Moff Tarkin
- Han Solo
- Jabba the Hutt
- Lando Calrissian
- Luke Skywalker
- Princesa Leia Organa

## Enredo
Após os Rebeldes explodirem a Estrela da Morte, uma aliança de resistência formou-se contra o Império, iniciando a Guerra Civil Galáctica. Essa era dura 5 anos, até a morte do Imperador Palpatine sob a lua de Endor.
A edição "Star Wars: Era da Rebelião – Princesa Leia #1", terá ilustração de Chris Sprouse, com lançamento previsto para o dia três de abril. Contando a história após os eventos de "Star Wars: O Império Contra-Ataca"; Como Leia se prepara para o resgate de Han Solo, assumindo a identidade do caçador de recompensas Boushh, e ganhando a confiança de Bossk.
A edição "Star Wars: Era da Rebelião – Grand Moff Tarkin #1", terá ilustração de Marc Laming, com lançamento previsto para o dia dez de abril. Contando a história como o gênio do Império comanda a Estrela da Morte.
A edição "Star Wars: Age of Rebellion O especial #1", será produzida por um equipe, ilustradores: Andrea Broccardo, Caspar Wijngaard, roteiristas: Si Spurrier, Marc Guggenheim e, Jon Adams. Com lançamento previsto para o dia dez de abril. Contando a história de Yoda no exílio em Dagobah e personagens menos conhecidos: o caçador de recompensas droid IG-88 e os pilotos rebeldes Biggs Darklighter e Jek Porkins.